# 주중초등학교
주중초등학교는 대한민국 충청북도 청주시 청원구 오근장동에 있는 공립 초등학교이다.

## 학교 시설
층수는 총 5층이며, 2개의 건물로 나뉘어 있다.

## 학교 연혁
- 2001년 12월 1일 : 주중초등학교 설립 인가
- 2003년 10월 21일 : 주중초등학교 교목 확정
- 2004년 3월 1일 : 주중초등학교 개교(14학급 편성)
- 2004년 3월 1일 : 제1대 김을기교장 취임
- 2004년 12월 31일 : 교육인적자원부 우수시설 학교 지정
- 2006년 2월 17일 : 제1회 졸업(68명)
- 2006년 3월 1일 : 제2대 권오채 교장 취임
- 2006년 3월 1일 : 19학급 편성
- 2007년 2월 21일 : 제2회 졸업식(126명)
- 2007년 3월 1일 : 18학급 편성
- 2008년 2월 19일 : 제3회 졸업식(111명)
- 2008년 3월 1일 : 18학급 편성
- 2008년 3월 1일 : 교원능력개발평가 도지정 연구학교 지정
- 2008년 3월 1일 : 병설유치원 교생실습협력학교 지정
- 2008년 9월 1일 : 제3대 이월희 교장 취임
- 2009년 2월 19일 : 제4회 졸업식(113명)
- 2009년 3월 1일 : 19학급 편성
- 2009년 3월 1일 : 방과후학교 도지정 연구학교 지정
- 2010년 2월 18일 : 제5회 졸업식(121명)
- 2010년 3월 1일 : 19학급 편성
- 2011년 2월 18일 : 제6회 졸업식(110명)
- 2011년 3월 1일 : 20학급 편성
- 2011년 9월 1일 : 제4대 진영옥 교장 취임
- 2012년 2월 16일 : 제7회 졸업식(89명)
- 2012년 3월 1일 : 21학급 편성
- 2012년 3월 1일 : 국가보훈처 지정 호국보훈 시범학교 운영
- 2012년 9월 1일 : 제5대 김대연 교장 취임
- 2013년 2월 14일 : 제8회 졸업식(86명)
- 2013년 3월 1일 : 24학급 편성
- 2014년 2월 18일 : 제9회 졸업식(134명)
- 2014년 3월 1일 : 교육실습협력학교 지정
- 2014년 3월 1일 : 34학급 편성
- 2015년 3월 1일 제6대 박청자 교장 취임
- 2015년 3월 1일 : 38학급 편성(유치원3학급)
- 2017년 3월 1일 : 제 7대 조항숙 교장 취임
- 2017년 3월 1일 : 40학급편성(유치원3학급)

## 사진

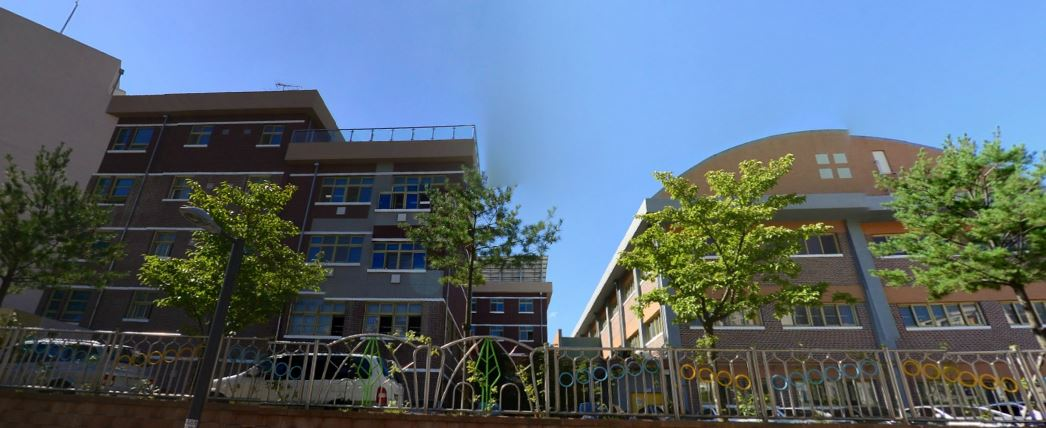
주중초등학교의 뒤편 모습